# 中華福音神學院
中華福音神學院，簡稱華神，是台灣一所跨宗派的新教神學院，亦是台灣唯一研究生教育層級而未曾設立學士課程的神學院。1970年創立，1979年進駐在台北市公館的校區；之後於2016年於桃園市八德區長安街購買2.3公頃土地，投入新台幣7.5億元打造新校區，並於2019年9月9日正式啟用。

## 校史
1965年7月，臺灣宣教士聯誼會在日月潭舉行，世界福音聯誼會總幹事泰勒博士提議在台灣建立一所聯合性且具有研究院水準的神學院。1967年10月，六個中國教會及其所屬的西差會共同組成「中華福音神學院臨時董事會」。1970年5月，十四個持守福音信仰的教會及差會代表，正式成立「中華福音神學院董事會」，公推吳勇長老為主席，並聘請戴紹曾牧師為首任院長。
1970年10月，中華福音神學院於台北市士林區福林路100號臨時院址正式成立，成為全世界第一所專收大學畢業生的華人神學院。開始三年制「道學碩士科」，為蒙召全職事奉者，提供聖經、神學、牧養及宣教等訓練課程。
1971年10月，與宣教士宋大衛合作，連續兩年於雲林斗六、高雄草埔、屏東楓港及台中等地開設延伸制課程。1973年9月，本院於台北正式成立延伸部，使有心事奉者能利用業餘時間接受正規神學教育。
1974年10月，成立二年制「聖經碩士科」，提供蒙召全職事奉者一個聖經與神學之訓練課程。1977年6月，成立「宣教中心」，協助傳道者在宣教方面接受裝備，促進宣教事工、宣教同工與教會之間的聯繫，並從事宣教方面的教育與研究發展。
1979年6月，在協同會贈與華神位於台北市汀州路三段101號的土地上，自1977年5月開始動工的「華神大樓」正式完工。學院自借用的士林房舍遷入汀州路現址。
1980年7月，林道亮博士返台接任院長，戴紹曾牧師轉任海外基督使團總主任，全力投入海外宣教事奉。
1987年8月，因華神大樓不敷使用，自1984年1月起，協同會與華神在緊鄰華神大樓旁的土地上共同興建「福音大樓」。福音大樓於1987年8月完工啟用，其中三分之一歸華神使用。
1990年7月，黃子嘉博士接任院長。
1992年10月，因學院校舍不敷使用，伯大尼傳道會將其永和會所贈與本院，改建為七層大樓的「永和宿舍」，至1994年暑期順利完工。「神學碩士科」首批新生入學，提供神國僕人較高深之專門進修機會。
1995年6月，開始「教牧博士科」，提供全職同工一個深度和廣度兼具的專業課程，以及在職進修的機會。1998年1月，成立「教牧協談中心」，幫助及輔導在生命中有困難的人，並提供教牧輔導及諮商輔導課程學生實習及訓練的平台。
1998年7月，陳濟民博士接任院長。為應北美地區教會及華人的需要，華神北美延伸神學教育中心升格為「華神北美分校」，開始招收碩士班學生。2000年1月，成立「信仰與文化研究中心」，回應時代議題、協助宣教以及研究中國與台灣教會史。2001年9月，成立「遠距教學中心」，提供網上神學資源、隨選視訊影音、終身學習網與神學社群網站等服務。
2002年6月，開始「基督教研究碩士科」，提供教會領袖及生涯規劃中有全職事奉預備者，在聖經知識及應用上裝備自己的二年制課程。2003年9月，成為亞洲神學院協會（ATA）會員。
2004年7月，賴建國博士接任院長。
2004年9月，成立「教牧輔導碩士科」，整合神學及輔導協談於牧養，培育輔導及關懷同工，使之更有效地協助信徒及關懷社區之需要。2005年9月，成立「青少年研訓中心」，研發以教會、家庭為本的後現代青少年牧養和佈道事工，並培訓專職傳道與輔導人才。
2006年1月，華神圖書館正式加入美國神學圖書館協會（American theological  Library Association），成為該協會的國際會員。
2006年11月，華神董事會通過第三期擴校立案。2007年5月，華神董事會決議在八德建校。2008年5月，地主與華神簽訂土地買賣合約，並移轉土地所有權給華神，付清八德校區土地款。2008，11月，華神董事會成立專案小組規劃現有校產的處分，並通過委託建築師做八德新校區規劃及建築設計
2011年，與華神加拿大董事會（CESCAN）合作，設置華神加拿大學區，設有碩士班及延伸制兩種學制。同年，「道學碩士科」分成神學與教牧兩組；「基督教研究碩士科」分成一般與職場宣教兩組。並且決議成立「基督教華神學校財團法人」，以及向教育部申請籌設「中華福音神學研究學院」。
2011年7月，周功和博士接任院長。
2013年，教育部同意「基督教華神學校財團法人」設立；2014年向教育部遞送「中華福音神學研究學院」籌設申請書。
2014年7月，蔡麗貞博士接任院長。
2015年，增設「碩士學分班」。2016年，成立「職場事奉碩士科」。同年5月，自教育部正式獲得「中華福音神學研究學院」籌設許可。
2016年12月10日，成立高雄分校，於分校所在地高雄靈糧堂南島國際大樓舉行「中華福音神學院高雄分校」設立感恩禮拜，正式宣佈自2017年度起高雄分校將招收「聖經碩士科」與「職場事奉碩士科」。
2017年11月，成立「跨文化研究碩士科」。
2017年12月，八德校區已動土興工。
2018年11月，成立「跨文化研究博士科」。
2018年12月，「道學碩士科教牧輔導組」開始招生。
2019年6月3日，公佈戴繼宗牧師於2020年8月1日接任院長。
2019年9月9日，桃園八德校區正式啟用。

## 教學學科
- 博士
  - 教牧博士科（48 學分）
  - 宣教博士科（48 學分）
- 碩士
  - 神學碩士科（26 學分）
    - 舊約組
    - 新約組
    - 神學/教會歷史組
    - 實踐神學組

  - 道學碩士科（93 學分）
    - 神學組
    - 教牧組
    - 教牧輔導組

  - 聖經碩士科（62 學分）
  - 跨文化研究碩士科（72 學分）
  - 教牧碩士科/路德與教會建造組（62 學分）
  - 職場事奉碩士科（60 學分）
  - 基督教研究碩士科（60 學分）
- 證書
  - 基督教研究證書科（30 學分）

## 爭議
2019年2月1日，校教師評審委員會（校教評會）以郭怡君專任助理教授與非基督徒結婚為理由將其免除教師職務。 同年6月28日，校教評會決議不續聘。經申訴評議委員會退回校教評會，12月18日該會決議郭老師不通過年度教師評鑑，並不予續聘。本調職處分經臺北地方法院於2020年11月10日判決違反勞動基準法第10條之1規定而無效。 2021年5月25日，學院上訴被臺灣高等法院駁回。 學院於2021年7月26日發表聲明，本案係因郭怡君於2018年12月30日結婚，2019年7月下旬產下一女，以學院觀點「違反基督教會普遍對一般信徒之期許，更遑論對傳道人之規範」，因而不再讓其擔任教師。復職後，學校不讓她開課。在新冠疫情期間，校方改為全面遠距上課，又以曠職為由將她再度解僱。

## 歷任校長
| 任別   | 姓名   | 任期          |
| ------ | ------ | ------------- |
| 第一任 | 戴紹曾 | 1970年-1980年 |
| 第二任 | 林道亮 | 1980年-1990年 |
| 第三任 | 黃子嘉 | 1990年-1998年 |
| 第四任 | 陳濟民 | 1998年-2004年 |
| 第五任 | 賴建國 | 2004年-2010年 |
| 第六任 | 周功和 | 2011年-2014年 |
| 第七任 | 蔡麗貞 | 2015年-2020年 |
| 第八任 | 戴繼宗 | 2020年-       |

## 外部連結
- 中華福音神學院 （页面存档备份，存于）
- 中華福音神學院的Facebook專頁
- YouTube上的中華福音神學院影音頻道頻道